# 4. ŽNL Koprivničko-križevačka 2018./19.
Ovaj članak je podtema članka: 8. rang HNL-a 2018./19.

4. ŽNL Koprivničko-križevačka u sezoni 2018./19. je nogometna liga četvrtog stupnja na području Koprivničko-križevačke županije, te ligu osmog stupnja nogometnog prvenstva Hrvatske. 
 
U ligi sudjeluje 10 klubova, koji igraju dvokružnu ligu (18 kola).  
 
Prvak je postala momčad "Rasinje".

## Sudionici
- Bilogora Gornja Velika
- Bušpan Kozarevac
- Dragovoljac Bočkovec
- Jadran-Galeb Koledinec
- Mladost Veliki Raven
- Polet Glogovnica (Donja Glogovnica)
- Prigorje Sveti Petar Orehovec
- Radnički Križevci
- Rasinja
- Udarnik Zablatje

## Ljestvica
| mj. | klub                                | ut. | pob. | ner. | por. | gol+ | gol- | bod     |
| --- | ----------------------------------- | --- | ---- | ---- | ---- | ---- | ---- | ------- |
| 1.  | Rasinja                             | 18  | 14   | 2    | 2    | 64   | 19   | 44      |
| 2.  | Prigorje Sveti Petar Orehovec       | 18  | 14   | 0    | 4    | 53   | 26   | 41 (-1) |
| 3.  | Radnički Križevci                   | 18  | 11   | 2    | 5    | 58   | 26   | 35      |
| 4.  | Udarnik Zablatje                    | 18  | 11   | 2    | 5    | 50   | 28   | 35      |
| 5.  | Dragovoljac Bočkovec                | 18  | 11   | 1    | 6    | 52   | 31   | 34      |
| 6.  | Bušpan Kozarevac                    | 18  | 8    | 2    | 8    | 38   | 43   | 23      |
| 7.  | Mladost Veliki Raven                | 18  | 6    | 2    | 10   | 39   | 44   | 20      |
| 8.  | Bilogora Gornja Velika              | 18  | 4    | 3    | 11   | 30   | 61   | 15      |
| 9.  | Jadran-Galeb Koledinec              | 18  | 3    | 1    | 14   | 26   | 49   | 10      |
| 10. | Polet Glogovnica (Donja Glogovnica) | 18  | 0    | 1    | 17   | 11   | 94   | 0 (-1)  |

## Rezultatska križaljka
Ažurirano: 21. lipnja 2019.  
| kratica | klub                          | BIL  | BUŠ | DRA | JAG | MLA  | POL  | PRI | RAD | RAS | UDA |
| --- | ----------------------------- | ---- | --- | --- | --- | ---- | ---- | --- | --- | --- | --- |
| BIL | Bilogora Gornja Velika        |      | 1:3 | 3:2 | 3:3 | 1:1  | 2:1  | 1:4 | 2:2 | 1:3 | 0:3 |
| BUŠ | Bušpan Kozarevac              | 5:2  |     | 1:3 | 3:1 | 2:2  | 4:0  | 2:0 | 1:4 | 3:1 | 6:2 |
| DRA | Dragovoljac Bočkovec          | 4:1  | 6:0 |     | 4:2 | 5:0  | 8:0  | 0:1 | 1:1 | 4:1 | 2:1 |
| JAG | Jadran-Galeb Koledinec        | 1:3  | 2:3 | 0:1 |     | 3:1  | 4:2  | 0:6 | 0:2 | 1:2 | 0:4 |
| MLA | Mladost Veliki Raven          | 4:3  | 1:0 | 3:4 | 3:2 |      | 3:0  | 2:3 | 0:2 | 1:4 | 5:3 |
| POL | Polet Glogovnica              | 1:3  | 2:2 | 0:3 | 2:2 | 0:11 |      | 0:2 | 0:3 | 0:9 | 2:7 |
| PRI | Prigorje Sveti Petar Orahovec | 5:3  | 5:0 | 4:1 | 4:3 | 2:0  | 5:2  |     | 1:0 | 1:3 | 4:1 |
| RAD | Radnički Križevci             | 10:0 | 7:2 | 6:1 | 2:1 | 2:1  | 13:1 | 0:5 |     | 1:4 | 3:1 |
| RAS | Rasinja                       | 6:1  | 2:0 | 4:2 | 4:0 | 5:1  | 9:0  | 3:0 | 1:0 |     | 2:2 |
| UDA | Udarnik Zablatje              | 3:0  | 2:1 | 3:1 | 2:0 | 3:0  | 3:0  | 5:1 | 4:0 | 1:1 |     |
| |                               |      |     |     |     |      |      |     |     |     |     |
| podebljan rezultat - utakmice od 1. do 9. kola (1. utakmica između klubova) rezultat normalne debljine - utakmice od 10. do 18. kola (2. utakmica između klubova) rezultat nakošen - nije vidljiv redoslijed odigravanja međusobnih utakmica iz dostupnih izvora rezultat nakošen i smanjen * - iz dostupnih izvora nije uočljiv domaćin susreta prekrižen rezultat - poništena ili brisana utakmica p - utakmica prekinuta 3:0 p.f. / 0:3 p.f. - rezultat 3:0 bez borbe |                               |      |     |     |     |      |      |     |     |     |     |

 Izvori: 

## Unutarnje poveznice
- 4. ŽNL Koprivničko-križevačka
- 1. ŽNL Koprivničko-križevačka 2018./19.

## Vanjske poveznice
- ns-kckz.hr - ŽNS Koprivničko-križevački
- ns-kckz.hr, 4. ŽNL Koprivničko-križevačka, rezultati i ljestvica  Arhivirana inačica izvorne stranice od 16. srpnja 2022. (Wayback Machine)
- rsssf.com, Hrvatska 2018./19., 3. i 4. ŽNL